# Calamagrostis rigens
Calamagrostis rigens là một loài thực vật có hoa trong họ Hòa thảo. Loài này được Lindgr. mô tả khoa học đầu tiên năm 1843.